# جایزه بزرگ ایالات متحده ۱۹۶۴
جایزه بزرگ ایالات متحده ۱۹۶۴ (انگلیسی: ‎1964 United States Grand Prix‎) یک مسابقهٔ موتوری در رشتهٔ اتومبیل‌رانی فرمول یک بود که در تاریخ ۴ اکتبر ۱۹۶۴ در مسیر مسابقه جایزه بزرگ واتکینز گلن واقع در واتکینز گلن، نیویورک، ایالات متحده آمریکا برگزار شد. این گراند پری در میان ۱۰ گراند پری در فصل ۱۹۶۴، مسابقهٔ شمارهٔ ۹ بود.
در این مسابقه که در ۱۱۰ دور و به مسافت ۴۰۷٫۱۱۰ کیلومتر (۲۵۲٫۹۶۶ مایل) برگزار شد، پول پوزیشن توسط جیم کلارک کسب شد و سریع‌ترین زمان برای طی یک دور پیست که برابر با ۱:۱۲٫۷ بود نیز توسط جیم کلارک به ثبت رسید.
گراهام هیل از تیم بی‌آرام، جان سرتیز از تیم فراری و جو سیفرت از تیم برابام-بی‌آرام به‌ترتیب مقام‌های اول تا سوم مسابقه را کسب کردند.

## رده‌بندی قهرمانی پس از مسابقه
|       | جایگاه | راننده         | امتیاز  |
| ----- | ------ | -------------- | ------- |
|       | ۱      | گراهام هیل     | ۳۹ (۴۱) |
| ۱     | ۲      | جان سرتیز      | ۳۴      |
| ۱     | ۳      | جیم کلارک      | ۳۰      |
|       | ۴      | ریچی گینتر     | ۲۳      |
|       | ۵      | لورنزو باندینی | ۱۹      |
| منبع: |        |                |         |

|       | جایگاه | سازنده        | امتیاز  |
| ----- | ------ | ------------- | ------- |
|       | ۱      | فراری         | ۴۳      |
|       | ۲      | بی‌آرام        | ۴۲ (۵۱) |
|       | ۳      | لوتوس-کلیمکس  | ۳۶ (۳۷) |
|       | ۴      | برابام-کلیمکس | ۲۱      |
|       | ۵      | کوپر-کلیمکس   | ۱۶      |
| منبع: |        |               |         |

یادداشت
- تنها پنج جایگاه نخست از هر رده‌بندی نمایش داده شده‌است.